# Nemacladus
Nemacladus es un género de plantas  perteneciente a la familia Campanulaceae.  Es originario del oeste de Norteamérica en Estados Unidos y México. Comprende 21 especies descritas y de estas, solo 13 aceptadas.

## Descripción
Se caracteriza por tener flores solitarias en pedicelos filiformes (delgados como hilos) que nacen en las ramas de tallos erectos.

## Taxonomía
El género fue descrito por Thomas Nuttall y publicado en Transactions of the American Philosophical Society, new series 8: 254–255. 1843[1842]. La especie tipo es: Nemacladus ramosissimus Nutt.	 

## Especies aceptadas
A continuación se brinda un listado de las especies del género Nemacladus aceptadas hasta octubre de 2013, ordenadas alfabéticamente. Para cada una se indica el nombre binomial seguido del autor, abreviado según las convenciones y usos. 
- Nemacladus capillaris Greene
- Nemacladus glanduliferus Jeps.
- Nemacladus gracilis Eastw.
- Nemacladus interior (Munz) G.T.Robbins
- Nemacladus longiflorus A.Gray
- Nemacladus montanus Greene
- Nemacladus pinnatifidus Greene
- Nemacladus ramosissimus Nutt.
- Nemacladus rigidus Curran
- Nemacladus rubescens Greene
- Nemacladus secundiflorus G.T.Robbins
- Nemacladus sigmoideus G.T.Robbins
- Nemacladus twisselmannii J.T.Howell